# Husky Energy

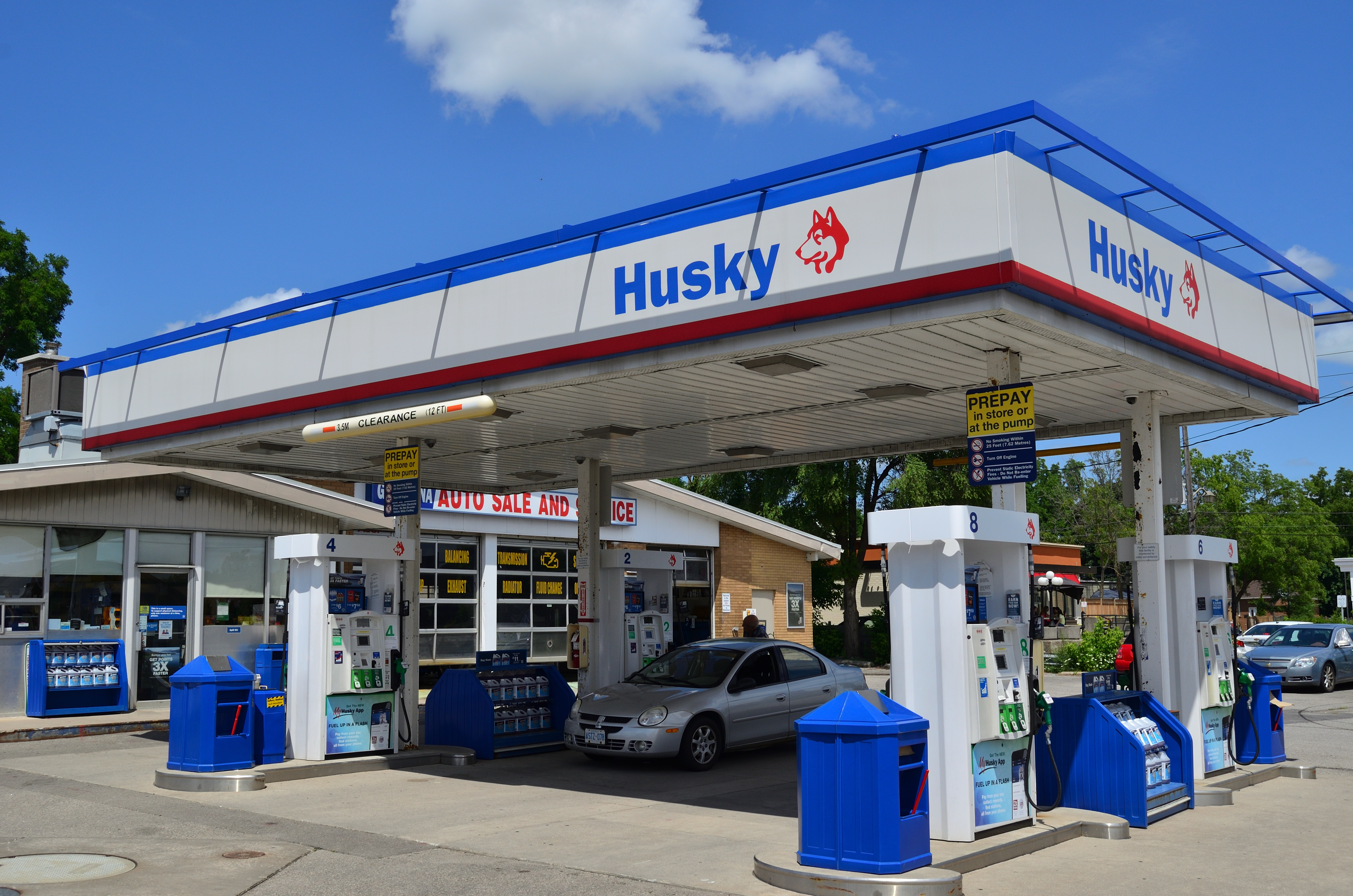

Husky Energy (TSX : HSE) est l'une des plus grandes entreprises canadiennes dans le secteur des hydrocarbures. Elle a des réserves prouvées de 430 millions de barils de pétrole. Elle possède plus de 500 stations services au Canada et compte environ 3 000 employés.
Le milliardaire chinois Li Ka-shing et son entreprise Hutchison Whampoa sont les premiers actionnaires.

## Histoire
En août 2017, Husky Energy annonce l'acquisition d'une raffinerie dans le Wisconsin de 50 000 barils par jour, à Calumet Specialty Products Partners pour 435 millions de dollars.
En septembre 2018, Husky Energy annonce l'acquisition de manière non-sollicité de MEG Energy pour 6,4 milliards de dollars canadiens.
En octobre 2020, Cenovus annonce l'acquisition de Husky Energy pour l'équivalent de 2,9 milliards de dollars américain, reprise de dette incluse.

## Principaux actionnaires
Au 28 février 2020:
| CK Hutchison Holdings          | 40,2% |
| L.F. Investments (Barbados)    | 29,3% |
| Templeton Global Advisors      | 1,97% |
| The Vanguard Group             | 0,83% |
| Mackenzie Financial            | 0,72% |
| Fidelity Management & Research | 0,68% |
| RBC Global Asset Management    | 0,61% |
| Dimensional Fund Advisors      | 0,57% |
| Franklin Templeton Investments | 0,51% |

## Raffineries de pétrole
1. Raffinerie de Lloydminster (Saskatchewan) : 25 000 barils par jour
2. Raffinerie de Prince Georges (Colombie-Britannique) : 10 000 barils par jour

## Responsabilité environnementale
En 2017, l'entreprise Husky Energy est identifiée par l'ONG Carbon Disclosure Project comme la deuxième entreprise privée émettant le plus de gaz à effets de serre dans le monde.